# هانس غروندبرغ
هانس غروندبرغ (بالسويدية: Hans Grundberg) (و. 27 أبريل 1977) دبلوماسي ووسيط دولي سويدي، عُين مبعوثا خاصا للأمين العام للأمم المتحدة لليمن في 6 أغسطس 2021. يعد غروندبرغ رابع مبعوث أممي إلى اليمن بعد سلفه البريطاني مارتن غريفيثس الذي تم تعيينه وكيلا للأمين العام للشؤون الإنسانية ومنسق الإغاثة في حالات الطوارئ في مكتب الأمم المتحدة لتنسيق الشؤون الإنسانية (أوتشا).
زوجته ألكساندرا ريدمارك سفيرة السويد في إسرائيل. 

## السيرة الذاتية
شغل غروندبرغ منصب سفير بعثة الاتحاد الأوروبي في اليمن منذ عام 2019. كما عمل رئيسا لقسم الخليج في وزارة الخارجية السويدية في ستوكهولم خلال الفترة التي استضافت فيها السويد المفاوضات التي يسرتها الأمم المتحدة، والتي توجت باتفاق ستوكهولم في عام 2018.